# Verkhniadzvinsk
Verkhniadzvinsk (en biélorusse : Верхнядзвінск) ou Verkhnedvinsk (en russe : Верхнедвинск ; en polonais : Wierchniedźwińsk), anciennement appelée Drissa, est une ville de la voblast de Vitebsk, en Biélorussie, et le centre administratif du raïon de Verkhniadzvinsk. Sa population s'élevait à 7 320 habitants en 2017.

## Géographie
Verkhniadzvinsk se trouve à la confluence de la Dvina occidentale et de la Drissa, à 156 km au nord-ouest de Vitebsk.

## Histoire

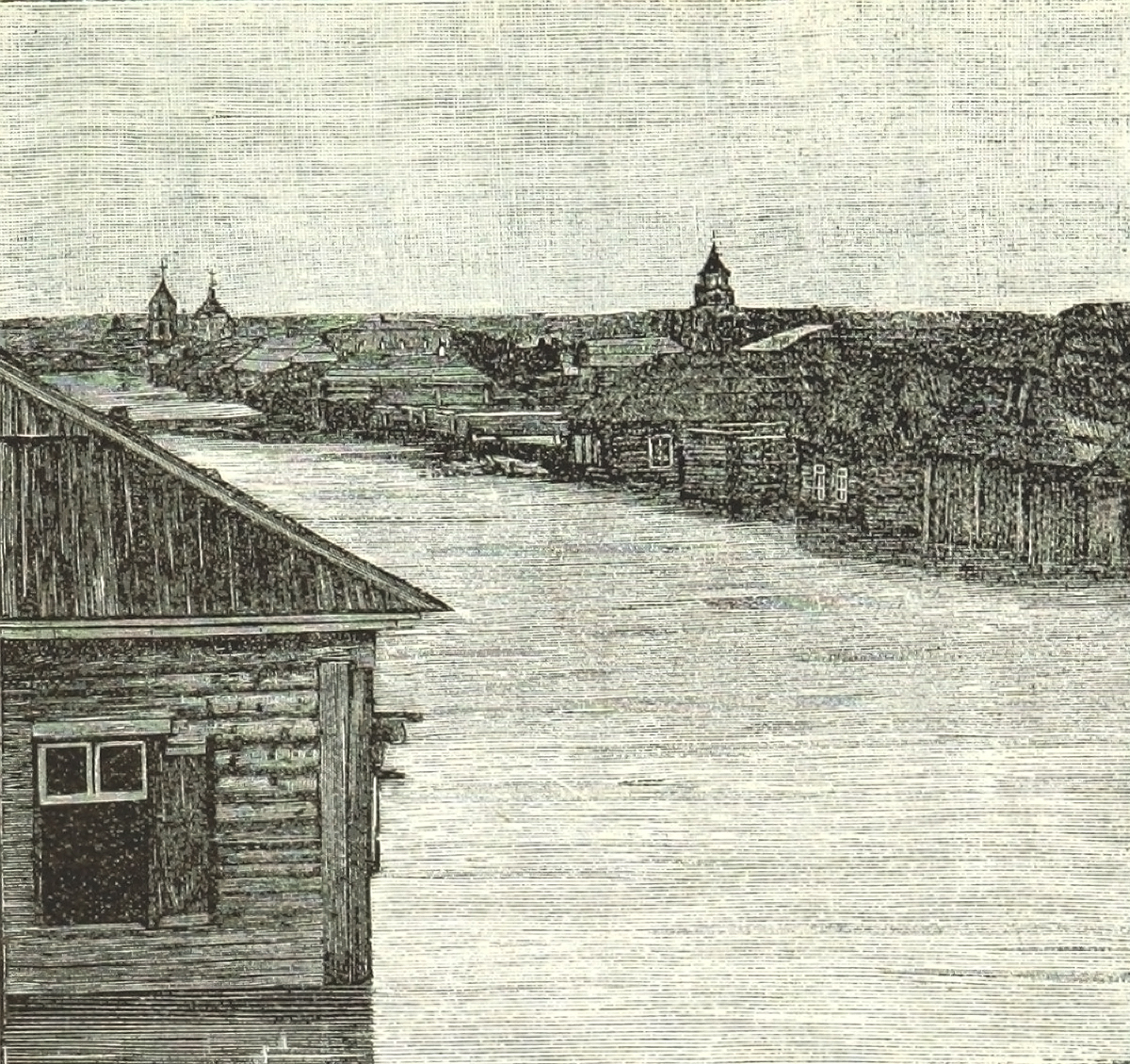
Inondation en 1878.

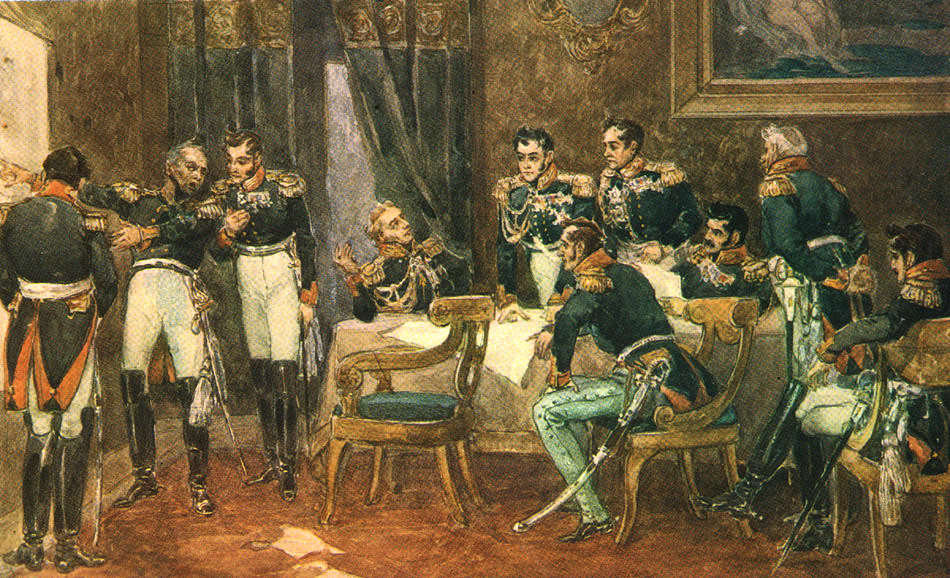
Conseil de guerre de l'armée russe au camp de Drissa en 1812. Toile d'Aleksandrs Apsītis, 1912.

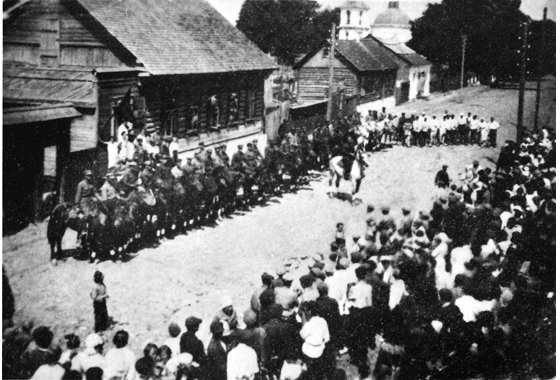
Parade soviétique à Drissa en 1930.

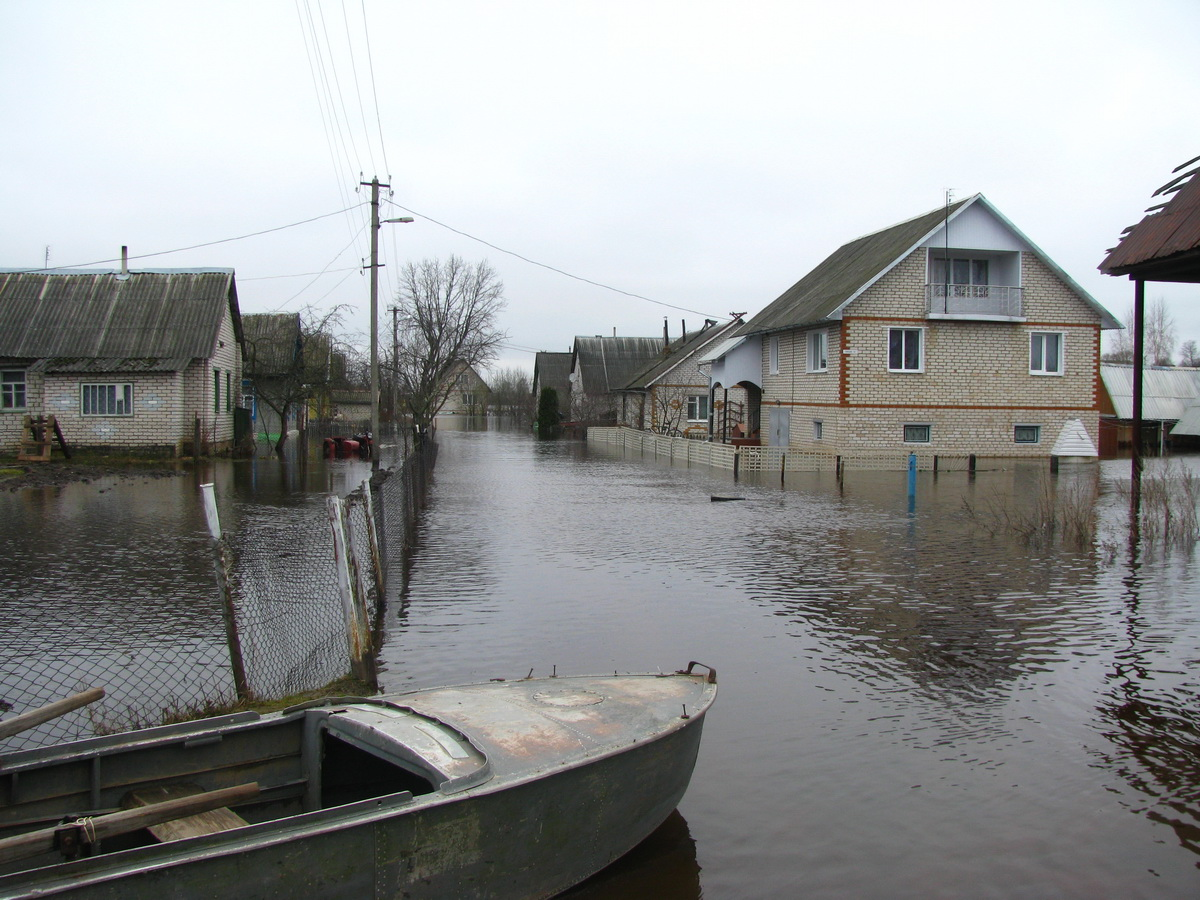
Inondation en 2010.

La première mention de Drissa, comme s'est d'abord appelée Verkhniadzvinsk, se trouve dans une chronique de 1386, lorsque, pendant une guerre, le château de Drissa fut occupé par Andreï, voïvode de Polotsk. Toutefois, l'origine de la ville semble bien plus ancienne. Dans la chronique, elle porte les noms de Dris, Drissa ou Driza. Dans la première moitié du XVIe siècle, elle fut un important centre commercial sur la Dvina occidentale et une propriété royale. L'activité de la population était l'achat et la vente de bois. En 1547, un poste de douanes y fut établi. Pendant la guerre entre le grand-duché de Lituanie et la Moscovie, entre 1558 et 1583, Drissa fut dévastée. En 1586, il ne restait que cinq maisons debout. Après la première partition de la Pologne, en 1772, la ville devint un centre d'ouïezd de l'Empire russe et fut construite selon un plan régulier. Elle reçut son blason le 27 septembre 1781 : il représentait un cavalier sur un champ doré. En 1797, Drissa comptait 1 310 habitants.
En juillet 1812, au début de la campagne de Russie contre Napoléon, l'armée impériale russe établit un grand camp retranché à Drissa. Cependant, l'empereur Alexandre Ier se laissa persuader par ses généraux que la position, mal conçue, était indéfendable. Il quitta l'armée en laissant le commandement au général Michel Barclay de Tolly qu'il autorisa à battre en retraite vers Vitebsk et Smolensk.
La ligne de chemin de fer Polotsk – Dvinsk, passant à côté de Drissa, fut mise en service en 1866 et la gare de Drissa devint l'un des principaux centres d'exportation de lin. En 1905, la population s'élevait à 5 750 habitants. La ville comptait 525 maisons en bois et en pierre, 14 entreprises privées, une école de la ville, une école paroissiale, une école d'artisanat, un hôpital et une pharmacie. Un obélisque fut érigé en 1912 en mémoire des soldats morts pendant la guerre contre la Grande Armée de Napoléon, un siècle auparavant. Après la révolution de 1917, la ville fut d'abord rattachée à la RSFS de Russie, puis en 1924 à la République socialiste soviétique de Biélorussie. L'année suivante elle accédait au statut de commune urbaine et le 27 septembre 1938 à celui de ville. Elle comptait alors 2 700 habitants. Pendant la Seconde Guerre mondiale, Drissa fut occupée le 3 juillet 1941 par l'Allemagne nazie et la communauté juive fut massacrée sur place. Elle fut libérée le 12 juillet 1944 par le deuxième front de la Baltique de l'Armée rouge. Après la guerre, Drissa fut reconstruite et développée le long de la Dvina et de la Drissa. Le 25 décembre 1962, Drissa fut rebaptisée Verkhniadzvinsk.

## Population
Recensements (*) ou estimations de la population :
| 1797  | 1848  | 1897* | 1923* | 1926* | 1939* |
| ----- | ----- | ----- | ----- | ----- | ----- |
| 1 310 | 1 036 | 4 238 | 2 785 | 2 247 | 2 700 |

| 1959* | 1970* | 1979* | 1989* | 1999* | 2009* |
| ----- | ----- | ----- | ----- | ----- | ----- |
| 3 596 | 5 083 | 6 279 | 7 672 | 8 000 | 7 360 |

| 2012  | 2013  | 2014  | 2015  | 2016  | 2017  |
| ----- | ----- | ----- | ----- | ----- | ----- |
| 7 236 | 7 254 | 7 253 | 7 259 | 7 335 | 7 320 |

## Économie
Dans la zone industrielle de Verkhniadzvinsk se trouvent une usine de teillage du lin — une des premières construites en Biélorussie en 1929-1932 —, des usines de produits alimentaires et une fabrique de produits artistiques.